# Statue de Florence Nightingale
La statue de Florence Nightingale est une sculpture, classée Niveau II à Londres, au Royaume-Uni.   

## Florence Nightingale
Nightingale est une pionnière des soins infirmiers modernes et de l'utilisation des statistiques dans le domaine de la santé,. Elle s'est rendue particulièrement célèbre en soignant les soldats blessés de la guerre de Crimée. En 1860, elle crée la première école d'infirmières laïque au monde.
Bien que mieux connue pour ses contributions à la médecine et aux mathématiques, Nightingale est également un personnage important du féminisme anglais et de l'abolition de la prostitution. Entre 1850 et 1852, elle lutte pour se définir elle-même et contre les attentes de sa famille de la voir se marier avec un homme de la haute société.
La Journée internationale des infirmières est célébrée chaque année le jour de son anniversaire.

## Historique
Elle est sculptée en 1915 par Arthur George Walker et fait partie du Mémorial des gardes de la guerre de Crimée. 